# アイーダ (ミュージカル)
『アイーダ』 (伊: Aida) は、ジュゼッペ・ヴェルディが作曲したオペラ『アイーダ』を元にしたミュージカル。
ディズニー製作のミュージカル第3弾として2000年にブロードウェイで初演された。作曲：エルトン・ジョン、作詞：ティム・ライス。同年のトニー賞や翌年のグラミー賞で多くの部門を受賞している。

## あらすじ
古代エジプト、ヌビアとエジプトは戦争中であった。そんな中ヌビアの王女アイーダは、攻め入ったエジプトの将軍ラダメスに捕らえられてしまった。誰もアイーダが王女であるとは気づかない。
ラダメスは、勇気に溢れたアイーダに惹かれ、エジプトの王女アムネリスの貢物にすることにした。アムネリスもまたアイーダが即行気に入り、奴隷ではなく友人として扱った。
ラダメスとアムネリスは、許婚だった。ラダメスの父ゾーザーは表向きはファラオに従っているが、内心ではファラオを毒殺し、いち早く実権を握ろうと画策していた。
ラダメスは、いつしかアイーダを愛するようになり、アイーダに今までの行いを詫び、すべてのものをヌビアの奴隷たちに与えたことがきっかけでアイーダとラダメスの関係は良好になっていき、愛し合う間柄になる。しかしそれは、ラダメスと本来の婚約者のアムネリスとの間に溝を生じさせるきっかけにもなった。
そんな中アイーダの父であり、ヌビア国王であるアモナスロが、捕らえられてしまう。アイーダと父アモナスロが逃げ出すチャンスは城内の警備が薄くなるラダメスとアムネリスの結婚式しかなかった。
アイーダは、ラダメスに愛しているが、彼とは結婚できないこと、ラダメスはアムネリスと結婚するべきであることを告げるが、アムネリスに会話を聞かれてしまう。
ラダメスとアムネリスの結婚式が終わると同時に、アモナスロ脱走のニュースが飛び込んだ。ラダメスが桟橋に駆けつけたとき、アイーダだけが再び捕らえられてしまった。父が静止するのも聞かずに、ラダメスはアムネリスではなくアイーダを選んだ。
ゾーザーの国王への裏切りが発覚し逮捕。ラダメスとアイーダも、国とアムネリスへの裏切りで逮捕され、生き埋めによる死刑を課されてしまう。しかし、2人を不憫に思ったアムネリスは、せめて二人が共に眠れるように懇願した。死に際、ラダメスは何度生まれ変わってもアイーダを見つけ出すと誓う。
戦争から4000年後、古代エジプトの遺跡を展示する博物館の中で、アイーダとラダメスの生まれ変わりと思しき男女が出会った。

## 登場人物
アイーダ（Aida）
本作の主人公でヌビアの王女。戦争で敵国エジプトの囚われの身となる。情に熱く真っ直ぐな性格。
ラダメスとは当初対立していたがともに行動するうちに両思いになる。

ラダメス（Radames）
エジプトの将軍。当初は父・ゾーザーの影響から粗暴で好戦的なところが目立っていたがアイーダと出会い優しい心を取り戻す。
アムネリスとは婚約中だがアイーダを愛してしまったため2人の間で心が揺れる。

アムネリス（Amneris）
エジプトの王女。わがままでおしゃれが大好き。
ラダメスと婚約している。アイーダとは友人関係だが、次第にラダメスをめぐる恋のライバルになっていく。

ゾーザー（Zoser）
ラダメスの父親。本作のディズニー・ヴィランズ。エジプトの宰相だが、実権を握ることに執念を燃やす。
息子のラダメスに対して愛情を持ち合わせておらず、自分の野望の道具としか見ていない。

メレブ（Mereb）
アイーダに仕えていたヌビアの奴隷。ひたむきで献身的な性格の青年。
アイーダを非常に慕っている。最終的にはアイーダを庇い命を落とす。

ネヘブカ（Nehebka）
アイーダに仕えていたヌビアの奴隷の女性。
メレブ同様、アイーダを非常に慕っている。最終的にはアイーダの身代わりとなり命を落とす。

ファラオ（Pharaoh）
エジプト王でアムネリスの父親。
ラダメスと娘を結婚させることに躍起になっている。

アモナスロ（Amonasro）
ヌビアの王でアイーダの父親。娘を愛する優しい人物。

## 日本における上演
日本では劇団四季が2003年に大阪MBS劇場にてブロードウェイ版を初演した。以降、京都・福岡・名古屋とレパートリー演目として上演している。2009年10月3日から2010年9月6日まで電通四季劇場［海］で初の東京公演を行い、2011年3月21日から大阪で再演、2012年4月14日からJR東日本アートセンター四季劇場［秋］で東京アンコール公演が行われ、同年9月より名古屋にて再演した。
- 2003年12月21日 - 2005年2月20日：大阪MBS劇場（大阪初演）
- 2005年6月7日 - 10月30日：京都劇場（京都初演）
- 2006年4月16日 - 2007年1月8日：福岡シティ劇場（福岡初演）
- 2007年5月12日 - 2008年1月5日：新名古屋ミュージカル劇場（名古屋初演）
- 2009年10月3日 - 2010年9月5日：電通四季劇場［海］（東京初演）
- 2011年3月21日 - 8月21日：大阪四季劇場（大阪凱旋）
- 2012年4月14日 - 8月12日：JR東日本アートセンター四季劇場［秋］（東京凱旋）これより作品名が『アイーダ 愛に生きた王女』に変更された。
- 2012年9月23日 - 2013年2月15日：新名古屋ミュージカル劇場（名古屋凱旋）

歴代主要キャスト（劇団四季）
- アイーダ：濱田めぐみ、樋口麻美、井上智恵、マルシア、秋夢子、今井美範、江畑晶慧、雅原慶
- ラダメス：阿久津陽一郎、福井晶一、友石竜也、渡辺正、金田俊秀、田邊真也
- アムネリス：佐渡寧子、森川美穂、五東由衣、シルビア・グラブ、江寿多知恵、金平真弥、光川愛、鈴木ほのか、大和貴恵
- メレブ：山添功、中嶋徹、有賀光一、吉賀陶馬ワイス、金田暢彦、大空卓鵬
- ゾーザー：飯野おさみ、大塚俊、沢木順、川原洋一郎、田中廣臣、
- アモナスロ：川原洋一郎、石原義文、前田貞一郎、牧野公昭、高林幸兵
- ファラオ：岡本隆生、岩下浩、石原義文、勅使瓦武志、前田貞一郎、維田修二、田代隆秀
- ネヘブカ：石倉康子、今井美範、井上麻美、松本昌子、上條奈々、河内聡美、小笠真紀、桜野あら、勝間千明

- 2003年、宝塚歌劇団星組が、ブロードウェイ版とは別に『王家に捧ぐ歌』というタイトルで舞台化した。脚本・演出は木村信司、作曲は甲斐正人が担当。アメリカのイラク攻撃などの時事問題を絡めた反戦メッセージを全面に押し出し、オリジナルのオペラの筋書きに手を加えた形となった。また、湖月わたるのお披露目公演であり、凱旋シーンやフィナーレのデュエットの振り付けにロシアからマイヤ・プリセツカヤを招聘して話題となった。

- 2009年、安蘭けい主演で『The Musical AIDA』が上演。副題に「-宝塚歌劇「王家に捧ぐ歌」より-」とあるように、宝塚版の作品をアイーダが主役となるようにリメイクした。脚本・演出は「王家に捧ぐ歌」と同じく木村信司が担当。安蘭自身はこの作品が宝塚歌劇団退団後の初舞台となった。